# Бейтс (връх)
Вижте пояснителната страница за други значения на Бейтс.
Бейтс (на английски: Mont Bates) е връх в Австралия, на остров Норфолк. Той е най-високота точка на острова, с височина 319 м. Намира се на територията на Национален парк Норфолк. Връх Бейтс е затихнал вулкан.